# Стрешнёва, Вера Родионовна
Вера Родионовна Стрешнёва (3 [15] октября 1869, Санкт-Петербург — 16 сентября 1957, Ленинград) — советская актриса театра и кино. Заслуженная артистка РСФСР (1939).

## Биография
Родилась 3 (15) октября 1887 года в Санкт-Петербурге, в семье отца, который был уральским казаком и матери, которая была из московских дворян, занималась домохозяйством.
В 1903 году окончила курс Литейной женской гимназии. Там занималась три года уроками выразительного чтения. После гимназии Стрешнёва поступила учиться на драматические курсы Б. В. Поллака к Юрию Михайловичу Юрьеву. После того, как у девушки были заметны большие успехи в учёбе этого же года, Стрешнёва была впервые допущена к репетиции отрывков. На следующий год, в 1904-м году была переведена на профессиональную сцену. Снималась в кинематографии не много, больше всего служила театрам.
Первым театром для Стрешнёвой был Лиговский общедоступный театр при Народном доме С. В. Паниной, которым руководил Павел Павлович Гайдебуров. С 1905 года по 1907 год выступала в организованном Гайдебуровым передвижном театре по городам Советского союза. В 1907 года по причине личных и семейных обстоятельств, Стрешнёва перешла в драматическую труппу Попечительства о народной трезвости. В данном театре прослужила 30 лет. В 1920году театральным отделом была переведена Петроградский государственный академический драматический театр, переименованный с 1937 года в театр имени А. С. Пушкина.
В начале 1940-х годов у неё начались проблемы со здоровьем, а в момент эвакуации Пушкинского театра, все покидали его, но женщина не смогла и осталась в нём жить два года на казарменном положении в качестве начальника звена социального порядка МПВО. Так же работала на радио в качестве чтицы и актрисы в группе Театра у микрофона. Так же работала в детском отделе радиовещания, где вела цикл передачи : Сказки бабушки Родионовны. Во время Великой Отечественной войны, Стрешнёва старалась активно проявлять себя в творческом плане, за что была награждена несколькими военными медалями. После войны занимались общественной деятельностью. В 1947 году стала депутатом Куйбышевского райсовета Ленинграда.
Последние годы жила в Ленинградском доме ветеранов, где и ушла из жизни 16 сентября 1957 года в своём городе. Похоронена на Серафимовском кладбище.

## Фильмография
- 1917 — Будь проклят ты, разбивший мне жизнь! — акушерка
- 1925 — Новоднение (короткометражный)
- 1925 — Палачи — баронесса Бернсдорф; сестра генерала Валаева
- 1925 — Степан Халтурин — хозяйка
- 1925 — Чудо с самогоном (короткометражный) — лавочница
- 1928 — Капитанская дочка — Екатерина ll
- 1933 — Иудушка Головлёв — Галкина
- 1936 — Девушка спешит на свидание — жена Гурова
- 1937 — Женитьба — Арина

## Звания и награды
- Заслуженный артист РСФСР (1939)[1]
- Медаль «За оборону Ленинграда»[1]
- Медаль «За доблестный труд в Великой Отечественной войне 1941—1945 гг.»[1]

## Издательства
- Яков O. Боярский. Сто лет Александринский театр-театр Госдрамы 1832—1932. — Издание Дирекции Ленинградских государственных театров, 1932. — 658 с.
- Александринский театр — театр госдрамы : сто лет, 1832—1932 : [сборник статей]. — Л., 1932.